# Káptalanfa
Káptalanfa is een plaats (község) en gemeente in het Hongaarse comitaat Veszprém. Káptalanfa telt 901 inwoners (2001).